# Afronycteris nanus
Afronycteris nanus é uma espécie de morcego da família Vespertilionidae. Pode ser encontrada na África subsaariana, incluindo Madagascar.